# Road Rash 64
Road Rash 64 est un jeu vidéo de course de moto sorti en 1999 sur Nintendo 64. Le jeu a été développé par Pacific Coast Power and Light et édité par THQ. Il est le cinquième opus de la série Road Rash.